# Sáng Nhè
Sáng Nhè là một xã thuộc tỉnh Điện Biên, Việt Nam.